# Atena Farghadani
Atena Farghadani (Teheran, 29 gennaio 1987) è un'artista, attivista e fumettista iraniana processata, condannata e imprigionata presso il carcere Evin a Teheran.

## Biografia
La vignetta che le è costata una condanna a 12 anni ritrae i politici della repubblica islamica come degli animali intenti a votare la legge sulla limitazione del controllo delle nascite. Si tratta di un provvedimento che ha proibito la vasectomia e la sterilizzazione volontaria delle donne.
La Farghadani è stata accusata di propaganda ostile, offese al primo ministro e insulti al supremo leader dell'Iran Ali Khamenei. Amnesty International la considera un prigioniero di coscienza.
La Farghadani è stata dapprima incarcerata per quattro mesi, dall'agosto al dicembre 2014, e poi arrestata nuovamente nel gennaio 2015 dopo aver condiviso online un video di denuncia delle condizioni nel carcere Evin. Tre settimane dopo ha iniziato uno sciopero della fame per protestare contro le condizioni del carcere. È stata colpita da un infarto alla fine di febbraio 2015..
Nel maggio 2016 Farghadani è stata scarcerata.

## Draw4Atena
Dopo una lettera aperta da parte dell'Associazione Internazionale per i diritti dei vignettisti "Cartoonists Right Network International"  e un appello da parte del vignettista del Washington Post Michael Cavna,  gli artisti di tutto il mondo hanno cominciato a condividere le proprie vignette sui social media al fine di sensibilizzare l'opinione pubblica sul caso. 
L'hashtag Draw4Atena si è diffuso in social network come Facebook e  Twitter. Il sito ufficiale della testata The Guardian ha supportato a pieno la campagna aiutandone la diffusione.